# Aristide Lecca
Aristide Lecca (n. 26 octombrie 1867 - 1926) a fost unul dintre generalii Armatei României din Primul Război Mondial. 
A îndeplinit funcția de comandant de divizie în campaniile anilor 1916 și 1918.

## Cariera militară
După absolvirea școlii militare de ofițeri cu gradul de sublocotenent, Aristide Lecca a ocupat diferite poziții în cadrul unităților de infanterie sau în eșaloanele superioare ale armatei, cele mai importante fiind cele de comandant al Batalionului 4 Vânători sau comandant al Regimentului 37 Infanterie.
În perioada Primului Război Mondial a îndeplinit funcția de comandant al Diviziei 7 Infanterie, în perioada 21 noiembrie/3 decembrie - 3/16 decembrie 1916, comandant al Diviziei 2 Vânători în perioada 1/13 ianuarie - 1/13 mai 1918 și comandant al Diviziei 1 Vânători începând cu 26 octombrie/9 noiembrie 1918, distingându-se în bătăliile de la Mărăști și Oituz, în campania de eliberare a Transilvaniei și în lupta împotriva agresiunii Republicii Ungare a Sfaturilor (1919).
A fost decorat cu Ordinul „Mihai Viteazul”, clasa III, pentru modul cum a condus Divizia 1 Vânători în operațiile militare postbelice.
„Pentru energia și priceperea cu care a condus trupele Diviziei 1 Vânători în luptele de la Segvar, Zentes, Miudzent, Hodmezo și Vasarhely, din iulie 1919, înfrângând trupele ungare, le-a zvârlit de pe malul stâng al râului Tisa.”
Înalt Decret no. 159 din 2 ianuarie 1920:p. 151

## Decorații
- Ordinul „Coroana României”, în grad de ofițer (1907) .[1]:p. 438
- Ordinul „Mihai Viteazul”, clasa III, 2 ianuarie 1920[7]:p. 151